# بیسزینا
بیسزینا (به لاتین: Byczyna) یک شهر و گمینا در لهستان است که در گمینا بچنا واقع شده‌است. بیسزینا ۵٫۷۹ کیلومتر مربع مساحت و ۳٬۶۷۷ نفر جمعیت دارد و ۱۹۷ متر بالاتر از سطح دریا واقع شده‌است.